# Cartahu
Le cartahu est un filin utilisé sur les navires et les phares pour manœuvrer des charges lourdes. Il fait partie du gréement des mâts de charge et supporte directement la charge ; une de ses extrémités est fixée au tambour d'un treuil hydraulique ou électrique et s'enroule sur ce dernier. L'autre extrémité est reliée à un croc ou à un trèfle si deux cartahus travaillent ensemble.

## Présence sur les phares
Les phares en mer d'Iroise (sauf celui des Pierres Noires) étaient également équipés d'un cartahu qui permettait d'effectuer les relèves et le ravitaillement. Ce cartahu était en câble d'acier, enroulé au tambour d'un treuil manuel à la base du phare, sur le plateau (la plateforme) de ravitaillement. Ce câble passait dans une poulie frappée sur une potence au sommet de la tour et était grée à son autre extrémité d'un croc sur lequel, lors des relèves, on crochait les charges devant être montées, ou descendues, du phare.(matériel ou gardiens).
Lors des relèves, le cartahu se reliait au bateau par l'intermédiaire d'un hale-à-bord, solide cordage, trop lourd pour être lancé directement. Les gardiens lançaient donc d'abord une touline (cordage léger, lesté à son extrémité) à laquelle le hale à bord était relié par une épissure.
C'est à l'aide de ce hale à bord, frappé sur le câble de cartahu, juste au-dessus du croc, que les marins halaient jusqu'au pont de la vedette les charges suspendues au cartahu (gardiens ou matériel)
L'atterrissage des hommes sur le débarcadère du phare ou, pire encore, sur le pont de la vedette des Phares et balises pouvait être très acrobatique. Dès que la mer était un peu agitée, le gardien chevauchant le « ballon » devait parfois être attrapé comme on pouvait, par un pied, une jambe ou encore par son gilet de sauvetage… 
Cette manœuvre nécessitait donc une grande agilité, et était périlleuse. Son succès dépendait très largement du pilote de la vedette de ravitaillement. L'un des maîtres en la matière était Henri Le Gall, patron de la mythique Velléda. Par gros temps, l'utilisation du cartahu était impossible et il fallait donc renoncer à la relève. 
La technique du cartahu était utilisée dans la plupart des phares en mer (les « Enfers »). On a pu la voir mise en scène au cinéma dans le film L'Équipier (2004), du réalisateur Philippe Lioret, qui a pour cadre principal le phare de la Jument. Elle est évoquée aussi à plusieurs reprises par Jean-Pierre Abraham dans son récit Armen, comme dans ce passage où l'écrivain gardien de phare remonte à Ar-Men : 
« Henri réduit la vitesse, fait son furtif signe de croix, j'endosse le gilet de sauvetage, je cours rejoindre les matelots à l'avant. Des cris rauques ponctuent la manœuvre, enthousiastes ou moqueurs selon que le gardien, là-haut, a bien ou mal lancé la touline qui permettra d'établir le va-et-vient. On s'embrasse, je ris, je reçois de lourdes claques dans le dos, « Salut Jonas ! Amuse-toi bien dans ton château ! », je suis tout neuf, content et inquiet comme un écolier à la rentrée des classes. Ordinairement c'est amusant. » (Armen, Le Tout sur le Tout, 1988, p. 35-36).